# جان هوارد، پانزدهمین ارل سافولک
جان هوارد، پانزدهمین ارل سافولک (انگلیسی: John Howard, 15th Earl of Suffolk; ۷ مارس ۱۷۳۹ – ۲۳ ژانویهٔ ۱۸۲۰) پرسنل نظامی اهل پادشاهی بریتانیای کبیر بود.